# SULT1B1
SULT1B1 (англ. Sulfotransferase family 1B member 1) – білок, який кодується однойменним геном, розташованим у людей на короткому плечі 4-ї хромосоми.  Довжина поліпептидного ланцюга білка становить 296 амінокислот, а молекулярна маса — 34 899.
| 10         |  | 20         |  | 30         |  | 40         |  | 50         |
| ---------- |  | ---------- |  | ---------- |  | ---------- |  | ---------- |
| MLSPKDILRK |  | DLKLVHGYPM |  | TCAFASNWEK |  | IEQFHSRPDD |  | IVIATYPKSG |
| TTWVSEIIDM |  | ILNDGDIEKC |  | KRGFITEKVP |  | MLEMTLPGLR |  | TSGIEQLEKN |
| PSPRIVKTHL |  | PTDLLPKSFW |  | ENNCKMIYLA |  | RNAKDVSVSY |  | YHFDLMNNLQ |
| PFPGTWEEYL |  | EKFLTGKVAY |  | GSWFTHVKNW |  | WKKKEEHPIL |  | FLYYEDMKEN |
| PKEEIKKIIR |  | FLEKNLNDEI |  | LDRIIHHTSF |  | EVMKDNPLVN |  | YTHLPTTVMD |
| HSKSPFMRKG |  | TAGDWKNYFT |  | VAQNEKFDAI |  | YETEMSKTAL |  | QFRTEI     |

A: Аланін

C: Цистеїн

D: Аспарагінова кислота

E: Глутамінова кислота

F: Фенілаланін

G: Гліцин

H: Гістидин

I: Ізолейцин

K: Лізин

L: Лейцин

M: Метіонін

N: Аспарагін

P: Пролін

Q: Глутамін

R: Аргінін

S: Серин

T: Треонін

V: Валін

W: Триптофан

Кодований геном білок за функцією належить до трансфераз. 
Задіяний у таких біологічних процесах як метаболізм ліпідів, метаболізм стероїдів. 
Локалізований у цитоплазмі.